# Horatio Poulter
Horatio Orlando Poulter (* 29. Oktober 1877 in Frimley; † 30. August 1963 in Guildford) war ein britischer Sportschütze.

## Erfolge
Horatio Poulter nahm an den Olympischen Spielen 1912 in Stockholm in drei Disziplinen teil. Mit der Freien Pistole über 50 m belegte er im Einzel den sechsten Platz, während er mit Hugh Durant, Albert Kempster und Charles Stewart in der Mannschaftskonkurrenz hinter der US-amerikanischen und der schwedischen Mannschaft die Bronzemedaille gewann. Auch mit dem Armeerevolver über 30 m belegte er mit Durant, Kempster und Stewart den dritten Rang im Mannschaftswettbewerb, dieses Mal hinter Schweden und Russland. Während Poulter mit 249 Punkten über 30 m der schwächste Schütze der Mannschaft war, erzielte er über 50 m mit 461 Punkten den besten Wert unter den vier britischen Schützen.